# Hansi Flick
Hans-Dieter Flick (Heidelberg, 24 de febrero de 1965), más conocido como Hansi Flick, es un exfutbolista y entrenador de fútbol alemán. Actualmente dirige al F. C. Barcelona de la Primera División de España.

## Biografía
Creció en Neckargemünd-Mückenloch, donde fue a una escuela técnica. Fue aprendiz de empleado de banco.

## Trayectoria

### Como jugador
En 1983 Flick jugó dos partidos con la selección de fútbol sub-18 de Alemania.
Después de pasar a través de varios clubes juveniles, firmó contrato a los 20 años con el Bayern de Múnich. El 20 de noviembre de 1985 (15.ª ronda), el Bayern se encontraba en una victoria por 2-1 sobre el Bayer 04 Leverkusen y Hans hizo su debut en la Bundesliga. Su primer gol lo anotó el 29 de noviembre de 1986 (16.ª ronda) en la victoria por 1-0 sobre el VfB Stuttgart. También jugó tres veces en la Copa de Alemania y 19 veces en competiciones de la UEFA Champions League. En su paso por el Bayern jugó 104 partidos, anotando cinco goles.
De 1990 a 1993 jugó para el FC Köln con el que participó en 44 partidos, anotando un gol. El 19 de septiembre de 1992 (7 ª ronda) fue su último partido de la Bundesliga (en una derrota como local por 0-1 ante el Borussia Dortmund), Flick fue reemplazado a los 47 minutos por Patrick Weiser. Al año siguiente, a la edad de 28 años, Flick puso fin a su carrera profesional.

### Trayectoria como entrenador
Después de retirarse como jugador, fue entrenador del club de la tercera división alemana TSG 1899 Hoffenheim durante cinco años, antes de ser despedido en 2005. Luego trabajó como asistente en el FC Red Bull Salzburg. Fue nombrado entrenador asistente de Alemania el 23 de agosto de 2006.
Selección de Alemania

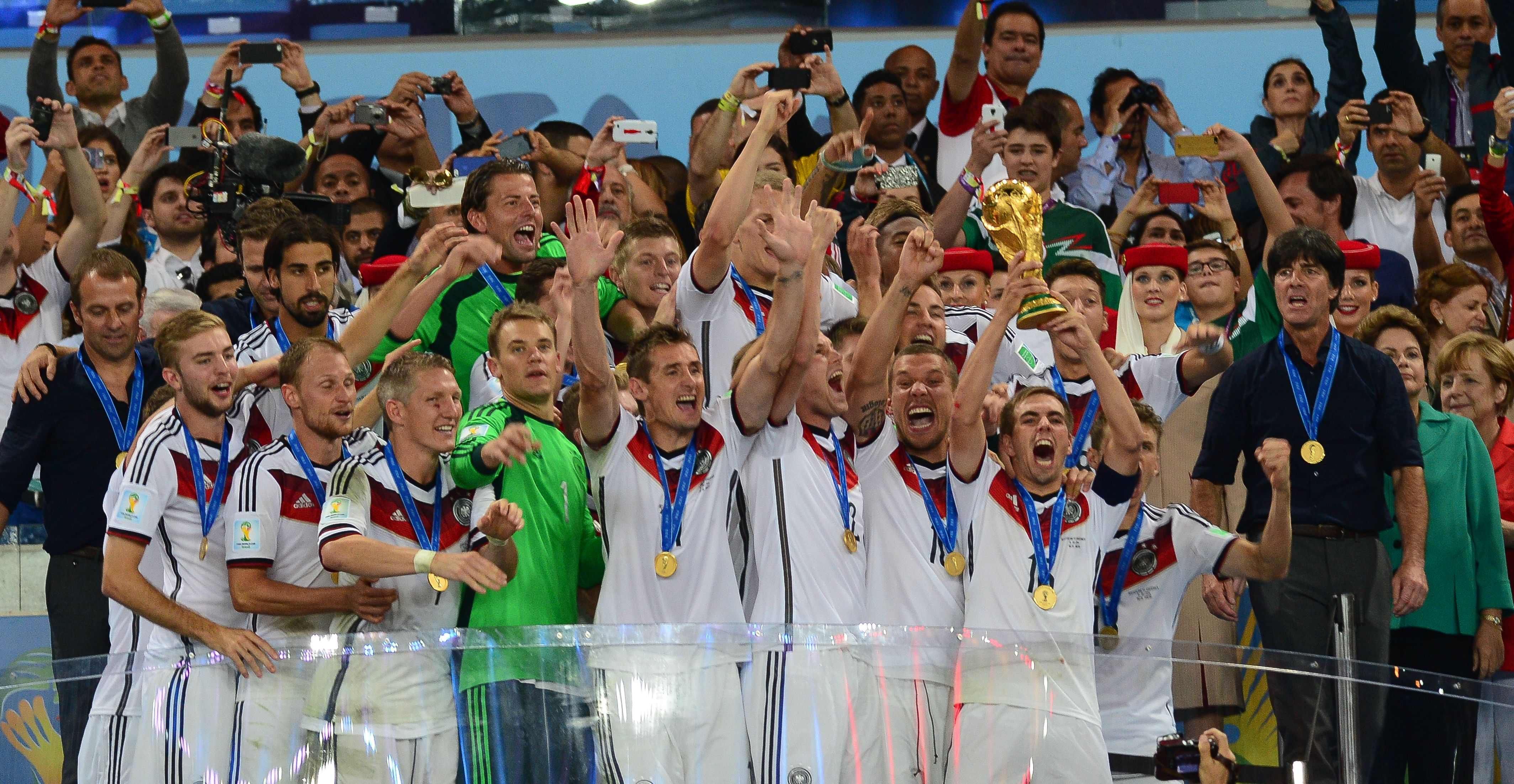
Hans-Dieter Flick (izquierda) después de ganar la Copa Mundial de Fútbol de 2014.

El 12 de julio de 2006, después de que Klinsmann decidiese no renovar su contrato, Löw fue nombrado nuevo entrenador de la Selección de Alemania.
El 23 de agosto de 2006, Flick fue nombrado por la Asociación Alemana de Fútbol asistente de Joachim Löw. Las bases de datos son también para las categorías inferiores de la selección alemana de fútbol realizado en el desarrollo de los jugadores, con la participación de Flick.
En los cuartos de final de la Eurocopa 2008 en un partido contra Portugal, Flick era el entrenador responsable de la selección alemana, ya que Löw había sido sancionado para este encuentro, el partido se lo llevaron los alemanes (2-3). 
Después de la Copa Mundial de Fútbol de 2014, Flick renunció a su puesto como asistente (1 de septiembre de  2014), para tomar el cargo de director deportivo en la Federación Alemana de Fútbol. Recibió un contrato de cinco años, hasta agosto de 2019.
Bayern de Múnich
El 3 de noviembre de 2019, fue nombrado entrenador interino del Bayern de Múnich tras la salida de Niko Kovač. El 22 de diciembre, se confirmó su permanencia en el banquillo hasta el final de la temporada; y el 3 de abril de 2020, tras lograr unas grandes actuaciones en juego y resultados (18 victorias en 21 partidos), la directiva decidió ampliar su contrato hasta 2023. En su primera temporada consiguió ganar el triplete al proclamarse campeón de la Bundesliga, la Copa de Alemania y la Champions (incluyendo en esta una victoria por 2 a 8 contra el F. C. Barcelona en cuartos de final). Posteriormente, también llevó a su equipo a conquistar la Supercopa de Alemania, la Supercopa de Europa y el Mundial de Clubes, completando un año de ensueño con el Bayern de Múnich. Sin embargo, el 17 de abril de 2021, poco antes de conquistar una nueva Bundesliga, anunció su voluntad de dejar el banquillo del Allianz Arena a final de temporada. Diez días después, se confirmó que Julian Nagelsmann sería su sustituto.
Selección de Alemania
El 25 de mayo de 2021 se anunció que Flick reemplazaría a Joachim Löw como seleccionador de Alemania tras la celebración de la Eurocopa 2020 (celebrada en 2021 por la pandemia). El 2 de septiembre debutó con la selección alemana en una victoria por 2 a 0 contra la Selección de Liechtenstein en un partido de eliminatorias para la Copa Mundial de Fútbol 2022. En la cita mundialista, Alemania no pudo pasar de la fase de grupos. Finalmente, Flick fue despedido como seleccionador el 10 de septiembre de 2023, tras una holgada derrota por 1-4 en un amistoso contra Japón.
Fútbol Club Barcelona
El 29 de mayo de 2024, fue nombrado entrenador del F. C. Barcelona, firmando un contrato de 2 años con el club «culé». El 12 de enero de 2025, ganó su primer título con el equipo azulgrana, la Supercopa de España, tras golear al Real Madrid (2-5). El 26 de abril de 2025, obtuvo su segundo título de la temporada, después de vencer nuevamente al Real Madrid en la final de la Copa del Rey por un resultado de 3 a 2; convirtiéndose en el primer técnico alemán en ganar la Copa del Rey. En la Liga de Campeones de la UEFA, el Barcelona llegó hasta semifinales, siendo eliminado por el Inter de Milán. Finalmente, el 15 de mayo de 2025 se consagró campeón de Liga en la jornada 36 al vencer al Espanyol en el derbi barcelonés por 2 a 0, cerrando su primera temporada en el club con la conquista de 3 títulos. El 21 de mayo de 2025, el club anunció la ampliación del contrato de Flick por un año más, hasta 2027.

## Clubes

### Como jugador
| Club               | País     | Año       |
| ------------------ | -------- | --------- |
| BSC Mückenloch     | Alemania | 1971-1976 |
| SpVgg Neckargemünd | Alemania | 1976-1981 |
| SV Sandhausen      | Alemania | 1983-1985 |
| Bayern de Múnich   | Alemania | 1985-1990 |
| F. C. Colonia      | Alemania | 1990-1993 |
| Victoria Bammental | Alemania | 1994-1996 |

### Como entrenador
| Club                  | País     | Año           |
| --------------------- | -------- | ------------- |
| Victoria Bammental    | Alemania | 1996-2000     |
| TSG 1899 Hoffenheim   | Alemania | 2000-2005     |
| Bayern de Múnich      | Alemania | 2019-2021     |
| Selección de Alemania | Alemania | 2021-2023     |
| F. C. Barcelona       | España   | 2024-presente |

## Estadísticas como entrenador

### Clubes
| Equipo                         | Div.         | Temporada    | Liga  | Liga | Liga | Liga | Liga |       | Copa | Copa | Copa | Copa  |    | Internacional | Internacional | Internacional | Internacional | Internacional |   | Otros | Otros | Otros | Otros |     | Totales     | Totales | Totales | Totales | Totales | Totales | Totales | Totales |
| Equipo                         | Div.         | Temporada    | Part. | G    | E    | P    | Pos. | Part. | G    | E    | P    | Part. | G  | E             | P             | Pos.          | Part.         | G             | E | P     | Part. | G     | E     | P   | Rendimiento | GF      | GC      | Dif.    |         |         |         |         |
| ------------------------------ | ------------ | ------------ | ----- | ---- | ---- | ---- | ---- | ----- | ---- | ---- | ---- | ----- | -- | ------------- | ------------- | ------------- | ------------- | ------------- | - | ----- | ----- | ----- | ----- | --- | ----------- | ------- | ------- | ------- | ------- | ------- | ------- | ------- |
| Victoria Bammental · Alemania  | 5.ª          | 1996-97      | 30    | 11   | 5    | 14   | 11.º | -     | -    | -    | -    | -     | -  | -             | -             | -             | -             | -             | - | -     | 30    | 11    | 5     | 14  | 42.23 %     | 45      | 73      | -28     |         |         |         |         |
| Victoria Bammental · Alemania  | 5.ª          | 1997-98      | 30    | 6    | 6    | 18   | 16.º | -     | -    | -    | -    | -     | -  | -             | -             | -             | -             | -             | - | -     | 30    | 6     | 6     | 18  | 26.67 %     | 42      | 72      | -30     |         |         |         |         |
| Victoria Bammental · Alemania  | 6.ª          | 1998-99      | 32    | 14   | 12   | 6    | 5.º  | -     | -    | -    | -    | -     | -  | -             | -             | -             | -             | -             | - | -     | 32    | 14    | 12    | 6   | 56.25 %     | 57      | 42      | +15     |         |         |         |         |
| Victoria Bammental · Alemania  | 6.ª          | 1999-00      | 30    | 13   | 10   | 7    | 5.º  | -     | -    | -    | -    | -     | -  | -             | -             | -             | -             | -             | - | -     | 30    | 13    | 10    | 7   | 54.44 %     | 61      | 31      | +30     |         |         |         |         |
| Victoria Bammental · Alemania  | Total        | Total        | 122   | 44   | 33   | 45   | -    | -     | -    | -    | -    | -     | -  | -             | -             | -             | -             | -             | - | -     | 122   | 44    | 33    | 45  | 45.09 %     | 205     | 218     | -13     |         |         |         |         |
| TSG 1899 Hoffenheim · Alemania | 4.ª          | 2000-01      | 34    | 21   | 9    | 4    | 1.º  | -     | -    | -    | -    | -     | -  | -             | -             | -             | -             | -             | - | -     | 34    | 21    | 9     | 4   | 70.58 %     | 80      | 33      | +47     |         |         |         |         |
| TSG 1899 Hoffenheim · Alemania | 3.ª          | 2001-02      | 34    | 11   | 9    | 14   | 13.º | -     | -    | -    | -    | -     | -  | -             | -             | -             | -             | -             | - | -     | 34    | 11    | 9     | 14  | 41.17 %     | 53      | 49      | +4      |         |         |         |         |
| TSG 1899 Hoffenheim · Alemania | 3.ª          | 2002-03      | 36    | 15   | 10   | 11   | 5.º  | 2     | 1    | 0    | 1    | -     | -  | -             | -             | -             | -             | -             | - | -     | 38    | 16    | 10    | 12  | 50.88 %     | 65      | 50      | +15     |         |         |         |         |
| TSG 1899 Hoffenheim · Alemania | 3.ª          | 2003-04      | 34    | 15   | 7    | 12   | 5.º  | 4     | 3    | 0    | 1    | -     | -  | -             | -             | -             | -             | -             | - | -     | 38    | 18    | 7     | 13  | 53.51 %     | 65      | 64      | +1      |         |         |         |         |
| TSG 1899 Hoffenheim · Alemania | 3.ª          | 2004-05      | 34    | 14   | 8    | 12   | 7.º  | 1     | 0    | 0    | 1    | -     | -  | -             | -             | -             | -             | -             | - | -     | 35    | 14    | 8     | 13  | 47.62 %     | 58      | 51      | +7      |         |         |         |         |
| TSG 1899 Hoffenheim · Alemania | 3.ª          | 2005-06      | 16    | 8    | 3    | 5    | Inc. | 1     | 0    | 0    | 1    | -     | -  | -             | -             | -             | -             | -             | - | -     | 17    | 8     | 3     | 6   | 52.94 %     | 24      | 16      | +8      |         |         |         |         |
| TSG 1899 Hoffenheim · Alemania | Total        | Total        | 188   | 84   | 46   | 58   | -    | 8     | 4    | 0    | 4    | -     | -  | -             | -             | -             | -             | -             | - | -     | 196   | 88    | 46    | 62  | 52.72 %     | 345     | 263     | +82     |         |         |         |         |
| Bayern Múnich · Alemania       | 1.ª          | 2019-20      | 24    | 21   | 1    | 2    | 1.º  | 4     | 4    | 0    | 0    | 8     | 8  | 0             | 0             | 1.º           | -             | -             | - | -     | 36    | 33    | 1     | 2   | 92.6 %      | 116     | 26      | +90     |         |         |         |         |
| Bayern Múnich · Alemania       | 1.ª          | 2020-21      | 34    | 24   | 6    | 4    | 1.º  | 2     | 1    | 1    | 0    | 10    | 8  | 1             | 1             | 1/4           | 4             | 4             | 0 | 0     | 50    | 37    | 8     | 5   | 79.33 %     | 139     | 59      | +80     |         |         |         |         |
| Bayern Múnich · Alemania       | Total        | Total        | 58    | 45   | 7    | 6    | -    | 6     | 5    | 1    | 0    | 18    | 16 | 1             | 1             | -             | 4             | 4             | 0 | 0     | 86    | 70    | 9     | 7   | 84.89 %     | 255     | 85      | +170    |         |         |         |         |
| Barcelona · España             | 1.ª          | 2024-25      | 38    | 28   | 4    | 6    | 1.º  | 6     | 5    | 1    | 0    | 14    | 9  | 2             | 3             | 1/2           | 2             | 2             | 0 | 0     | 60    | 44    | 7     | 9   | 77.22 %     | 174     | 72      | +102    |         |         |         |         |
| Barcelona · España             | 1.ª          | 2025-26      | 1     | 1    | 0    | 0    | -    | 0     | 0    | 0    | 0    | 0     | 0  | 0             | 0             | -             | 0             | 0             | 0 | 0     | 1     | 1     | 0     | 0   | 100 %       | 3       | 0       | +3      |         |         |         |         |
| Barcelona · España             | Total        | Total        | 39    | 29   | 4    | 6    | -    | 6     | 5    | 1    | 0    | 14    | 9  | 2             | 3             | -             | 2             | 2             | 0 | 0     | 61    | 45    | 7     | 9   | 77.6 %      | 177     | 72      | +105    |         |         |         |         |
| Total clubes                   | Total clubes | Total clubes | 407   | 202  | 90   | 115  | -    | 20    | 14   | 2    | 4    | 32    | 25 | 3             | 4             | -             | 6             | 6             | 0 | 0     | 465   | 247   | 95    | 123 | 59.93 %     | 982     | 638     | +344    |         |         |         |         |
| 1. 2. 3.                       |              |              |       |      |      |      |      |       |      |      |      |       |    |               |               |               |               |               |   |       |       |       |       |     |             |         |         |         |         |         |         |         |

### Selección
| Alemania            | 2020-21             | -   | -   | -  | -   | -  | 7  | 7  | 0 | 0 | -  | -  | - | - | -  | -  | - | - | - | 7   | 7   | 0   | 0   | 100 %   | 31   | 2   | +29  |
| Alemania            | 2021-22             | -   | -   | -  | -   | -  | -  | -  | - | - | -  | -  | - | - | -  | 2  | 1 | 1 | 0 | 2   | 1   | 1   | 0   | 66.67 % | 3    | 1   | +2   |
| Alemania            | 2022-23             | 6   | 1   | 4  | 1   | FG | -  | -  | - | - | 3  | 1  | 1 | 1 | FG | 3  | 2 | 0 | 1 | 12  | 4   | 5   | 3   | 47.22 % | 22   | 17  | +5   |
| Alemania            | 2023-24             | -   | -   | -  | -   | -  | -  | -  | - | - | -  | -  | - | - | -  | 4  | 0 | 1 | 3 | 4   | 0   | 1   | 3   | 8.33 %  | 4    | 10  | -6   |
| Total selección     | Total selección     | 6   | 1   | 4  | 1   | -  | 7  | 7  | 0 | 0 | 3  | 1  | 1 | 1 | -  | 9  | 3 | 2 | 4 | 25  | 12  | 7   | 6   | 57.33 % | 60   | 30  | +30  |
| Total en su carrera | Total en su carrera | 413 | 203 | 94 | 116 | -  | 27 | 21 | 2 | 4 | 35 | 26 | 4 | 5 | -  | 15 | 9 | 2 | 4 | 490 | 259 | 102 | 129 | 59.8 %  | 1042 | 668 | +374 |

#### Estadísticas como seleccionador de Alemania
| Torneo                         | Año       | PJ | PG | PE | PP | GF | GC | DF  | Pts | Resultado      | Rendimiento |
| ------------------------------ | --------- | -- | -- | -- | -- | -- | -- | --- | --- | -------------- | ----------- |
| Clasificatorias Catar 2022     | 2021-2022 | 7  | 7  | 0  | 0  | 31 | 2  | +29 | 21  | 1.er lugar     | 100 %       |
| Copa Mundial de Fútbol de 2022 | 2022      | 3  | 1  | 1  | 1  | 6  | 5  | +1  | 4   | Fase de grupos | 44.44 %     |
| Liga de Naciones UEFA 2022-23  | 2022-2023 | 6  | 1  | 4  | 1  | 11 | 9  | +2  | 7   | Fase de grupos | 38.89 %     |
| Amistosos                      | 2021-2023 | 9  | 3  | 2  | 4  | 12 | 14 | -2  | 11  | +3 PG          | 40.74 %     |
| Total                          | Total     | 25 | 12 | 7  | 6  | 60 | 30 | +30 | 43  | Sin títulos    | 57.33 %     |

### Resumen por competiciones
| Competición                  | Partidos | Ganados | Empatados | Perdidos | %       | Resultado      |
| Clubes                       | Clubes   | Clubes  | Clubes    | Clubes   | Clubes  | Clubes         |
| ---------------------------- | -------- | ------- | --------- | -------- | ------- | -------------- |
| Verbandsliga Nordbaden       | 62       | 27      | 22        | 13       | 55.38 % | 5.º lugar      |
| Oberliga Baden-Wurtemberg    | 60       | 17      | 11        | 22       | 34.44 % | 11.º lugar     |
| Oberliga                     | 34       | 21      | 9         | 4        | 70.58 % | Campeón        |
| Regionalliga                 | 154      | 63      | 37        | 54       | 48.92 % | 5.º lugar      |
| Bundesliga                   | 58       | 45      | 7         | 6        | 81.61 % | Campeón        |
| Copa de Alemania             | 14       | 9       | 1         | 4        | 66.67%  | Campeón        |
| Supercopa de Alemania        | 1        | 1       | 0         | 0        | 100 %   | Campeón        |
| LaLiga                       | 39       | 29      | 4         | 6        | 77.78 % | Campeón        |
| Copa del Rey                 | 6        | 5       | 1         | 0        | 88.89 % | Campeón        |
| Supercopa de España          | 2        | 2       | 0         | 0        | 100 %   | Campeón        |
| Liga de Campeones de la UEFA | 32       | 25      | 3         | 4        | 81.26 % | Campeón        |
| Supercopa de la UEFA         | 1        | 1       | 0         | 0        | 100 %   | Campeón        |
| Mundial de Clubes de la FIFA | 2        | 2       | 0         | 0        | 100 %   | Campeón        |
| Total clubes                 | 465      | 247     | 95        | 123      | 59.93 % | 10 Títulos     |
| Selección                    |          |         |           |          |         |                |
| Liga de Naciones             | 6        | 1       | 4         | 1        | 38.89 % | Fase de grupos |
| Clasificatorias Mundial      | 7        | 7       | 0         | 0        | 100 %   | Clasificado    |
| Mundial                      | 3        | 1       | 1         | 1        | 44.44 % | Fase de grupos |
| Amistosos                    | 9        | 3       | 2         | 4        | 40.74 % | +3 PG          |
| Total selección              | 25       | 12      | 7         | 6        | 57.33 % | Sin Títulos    |
| Total en su carrera          | 490      | 259     | 102       | 129      | 59.8 %  | 10 Títulos     |

## Palmarés

### Como jugador

#### Títulos nacionales
| Título                | Club                | País     | Año  |
| --------------------- | ------------------- | -------- | ---- |
| Bundesliga            | F. C. Bayern Múnich | Alemania | 1986 |
| Copa de Alemania      | F. C. Bayern Múnich | Alemania | 1986 |
| Bundesliga            | F. C. Bayern Múnich | Alemania | 1987 |
| Supercopa de Alemania | F. C. Bayern Múnich | Alemania | 1987 |
| Bundesliga            | F. C. Bayern Múnich | Alemania | 1989 |
| Bundesliga            | F. C. Bayern Múnich | Alemania | 1990 |

### Como asistente técnico

#### Títulos internacionales
| Título                 | Club (*)              | Sede           | Año  |
| ---------------------- | --------------------- | -------------- | ---- |
| Copa Mundial de Fútbol | Selección de Alemania | Río de Janeiro | 2014 |

(*) Incluyendo la selección.

### Como entrenador

#### Títulos nacionales
| Título                | Club                     | País     | Año  |
| --------------------- | ------------------------ | -------- | ---- |
| Oberliga              | T. S. G. 1899 Hoffenheim | Alemania | 2001 |
| Bundesliga            | F. C. Bayern Múnich      | Alemania | 2020 |
| Copa de Alemania      | F. C. Bayern Múnich      | Alemania | 2020 |
| Supercopa de Alemania | F. C. Bayern Múnich      | Alemania | 2020 |
| Bundesliga            | F. C. Bayern Múnich      | Alemania | 2021 |
| Supercopa de España   | F. C. Barcelona          | España   | 2025 |
| Copa del Rey          | F. C. Barcelona          | España   | 2025 |
| La Liga               | F. C. Barcelona          | España   | 2025 |

#### Títulos internacionales
| Título                       | Club                | Sede     | Año  |
| ---------------------------- | ------------------- | -------- | ---- |
| Liga de Campeones de la UEFA | F. C. Bayern Múnich | Lisboa   | 2020 |
| Supercopa de la UEFA         | F. C. Bayern Múnich | Budapest | 2020 |
| Copa Mundial de Clubes       | F. C. Bayern Múnich | Catar    | 2020 |

### Distinciones individuales
| Distinción                                              | Año  |
| ------------------------------------------------------- | ---- |
| Entrenador del Año en la Bundesliga                     | 2020 |
| Entrenador del Año en Alemania                          | 2020 |
| UEFA – Mejor entrenador de Europa                       | 2020 |
| Premio World Soccer – Mejor Entrenador del Mundo        | 2020 |
| Premio IFFHS – Mejor Entrenador del Mundo               | 2020 |
| Premio Globe Soccer Awards – Mejor entrenador del mundo | 2020 |
| Mejor entrenador del mes de octubre en La Liga          | 2024 |